# Melissa (Italie)
Pour les articles homonymes, voir Melissa.
Melissa est une commune italienne de la province de Crotone dans la région Calabre en Italie.

## Histoire
Les premiers documents officiels qui citent la ville remontent au XIIIe siècle. Elle a été, presque toujours jusqu'au XIXe siècle, un fief, sous des feudataires qui la vexaient  par toute sorte d'impositions. Parmi eux, les plus importants ont été les  de Micheli d'origine venitienne (1463-1466),les Campitelli (1485-1688) et les Pignatelli (1668-1806).

## Administration
| Période                                  | Période  | Identité         | Étiquette | Qualité |
| ---------------------------------------- | -------- | ---------------- | --------- | ------- |
| 13 juin 2004                             | En cours | Giuseppe Bonessi |           |         |
| Les données manquantes sont à compléter. |          |                  |           |         |

### Hameaux
Torre Melissa

### Communes limitrophes
Carfizzi, Casabona, Cirò, Cirò Marina, San Nicola dell'Alto, Strongoli